# Teatro Abierto Argentino

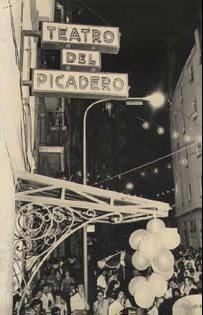
Spectateurs faisant la queue devant le théâtre Picadero pour la première du Teatro Abierto Argentino.

Le Teatro Abierto Argentino était une compagnie de théâtre indépendante située à Buenos Aires en Argentine. 

## Origines
Le théâtre argentin s'est développé parallèlement à l'émergence de la nation en tant qu'économie moderne à la fin du XIXe siècle et au début du XXe siècle. Le théâtre indépendant et expérimental a cependant longtemps perduré dans l'ombre des productions commerciales. De nombreux dramaturges de ce mouvement avaient également des opinions politiques, et l’orientation implicite de gauche de leurs pièces était mal vue par les personnalités influentes de l'armée et du secteur de l'édition en Argentine. La répression croissante est devenue une menace sérieuse pour la liberté artistique au cours des années qui ont précédé et suivi la dernière dictature du pays ,. 